# Horro (raza bovina)
El ganado horro, wallega o wollega es una raza bovina de Etiopía. Son normalmente de color marrón y tienen un montículo en la parte posterior. Pueden ser utilizadas para leche, carne y como animales de labor. En Etiopía son consideradas una señal de riqueza y prestigio.